# Karl von Blaas

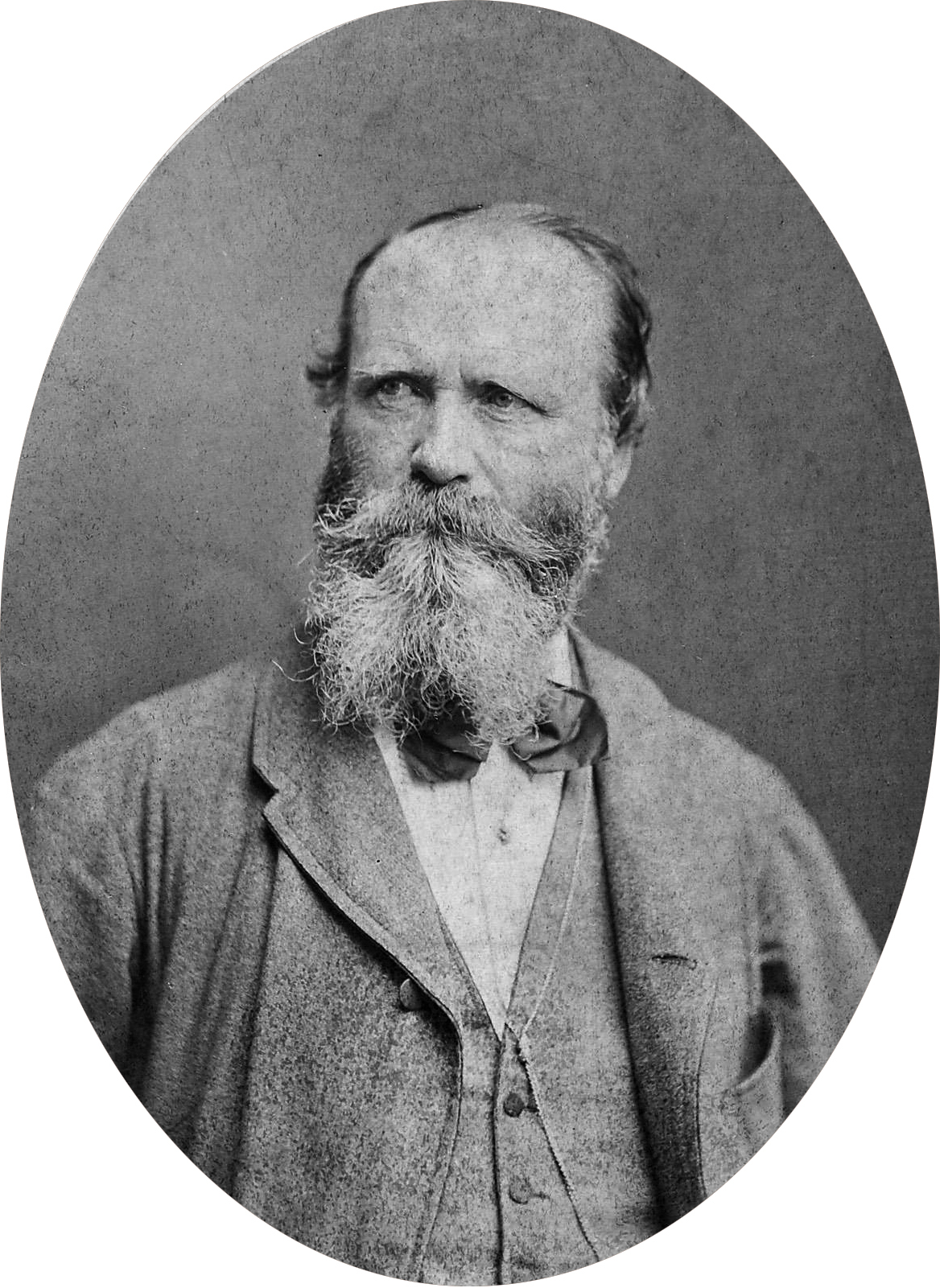
Karl von Blaas.

Karl von Blaas, född 1815, död 1894, var en österrikisk konstnär.
von Blaas tillhörde en välkänd österrikisk konstnärfamilj, och var verksam i Venedig. Han var professor vid akademierna i Venedig och Wien. von Blaas tog starka intryck av nasarenerna och ägande sig vanligen åt det religiösa och historiska monumentalmåleriet. I sina porträtt och folklivsbilder använde han ett friare manér.
Karl von Blaas var far till konstnärerna Eugen von Blaas (född 1843) och Julius von Blaas (1845-1922).